# Isla Vansittart
La Isla Vansittart (en inglés: Vansittart Island) es una de las islas deshabitadas del Ártico canadiense en la región llamada Kivalliq en el territorio canadiense de Nunavut. Se encuentra ubicada en la cuenca Foxe, al norte de isla de Southampton. Tiene 1.010  km² (320ª del mundo, 50.ª del país y 34ª de Nunavut).